# Moghania procumbens
Moghania procumbens là một loài thực vật có hoa trong họ Đậu. Loài này được (Roxb.) Wang & Tang mô tả khoa học đầu tiên năm 1955.